# Li Jianrou
Li Jianrou (kin. 李坚柔) (Jilin City, Kina, 15. kolovoza 1986.) je kineska brza klizačica na kratkim stazama. Na Olimpijskim igrama 2014. u Sočiju osvojila je zlatnu medalju u utrci na 500 metara.

## Olimpijske igre

### OI 2014. Soči
| Soči 2014. Finale - 500 m | Soči 2014. Finale - 500 m | Soči 2014. Finale - 500 m |
| RANG                      | Natjecatelj               | Vrijeme                   |
| ------------------------- | ------------------------- | ------------------------- |
|                           | Li Jianrou                | 45.263                    |
|                           | Arianna Fontana           | 51.250                    |
|                           | Park Seung-Hi             | 54.207                    |